# Preghiera di Nabonide
La Preghiera di Nabonide è un racconto frammentario, trovato fra i manoscritti del Mar Morto (rotolo 4QPrNab) in cui il re di Babilonia, Nabonide (556-539 a.C.), racconta in prima persona il suo soggiorno nell'oasi di Tema (Arabia nord-occidentale), durato 7 anni, per curare una grave infiammazione della pelle. Un veggente ebreo gli avrebbe spiegato che la sua malattia era dovuta alla sua idolatria. Un altro brano, ancora più frammentario, sembra introdurre il racconto di una visione notturna.
L'importanza del racconto è legata alla sua somiglianza con alcuni testi biblici. La descrizione della malattia è molto simile a quella di Giobbe (Gb 2, 7-8), che secondo l'esegesi rabbinica era un pagano. Anche il contesto storico risulta adatto per giustificare alcuni aspetti del racconto biblico (presenza di truppe caldee e di briganti sabei nei pressi del territorio edomita.
Ancora più stringenti le somiglianze col Libro di Daniele (4,1-34), in cui, tuttavia, il personaggio di Nabonide, viene indicato col nome del suocero Nabucodonosor II, molto più famoso. I dettagli della storia, fra cui il fatto di essere l'ultimo re di Babilonia e di condividere il regno col figlio Baldassar, non lasciano dubbi sull'identità del personaggio biblico.